# Filippo Ganna
Filippo Ganna (født 25. juli 1996) er en professionel cykelrytter fra Italien, der er på kontrakt hos Ineos Grenadiers. Udover karrieren på landevej, har han vundet otte medaljer ved VM i banecykling.
I september 2020 blev Ganna verdensmester i enkeltstart.